# Prionosthenus syriacus
Prionosthenus syriacus är en insektsart som först beskrevs av Brisout de Barneville 1855.  Prionosthenus syriacus ingår i släktet Prionosthenus och familjen Pamphagidae. Inga underarter finns listade i Catalogue of Life.